# Alan Andrew Watson

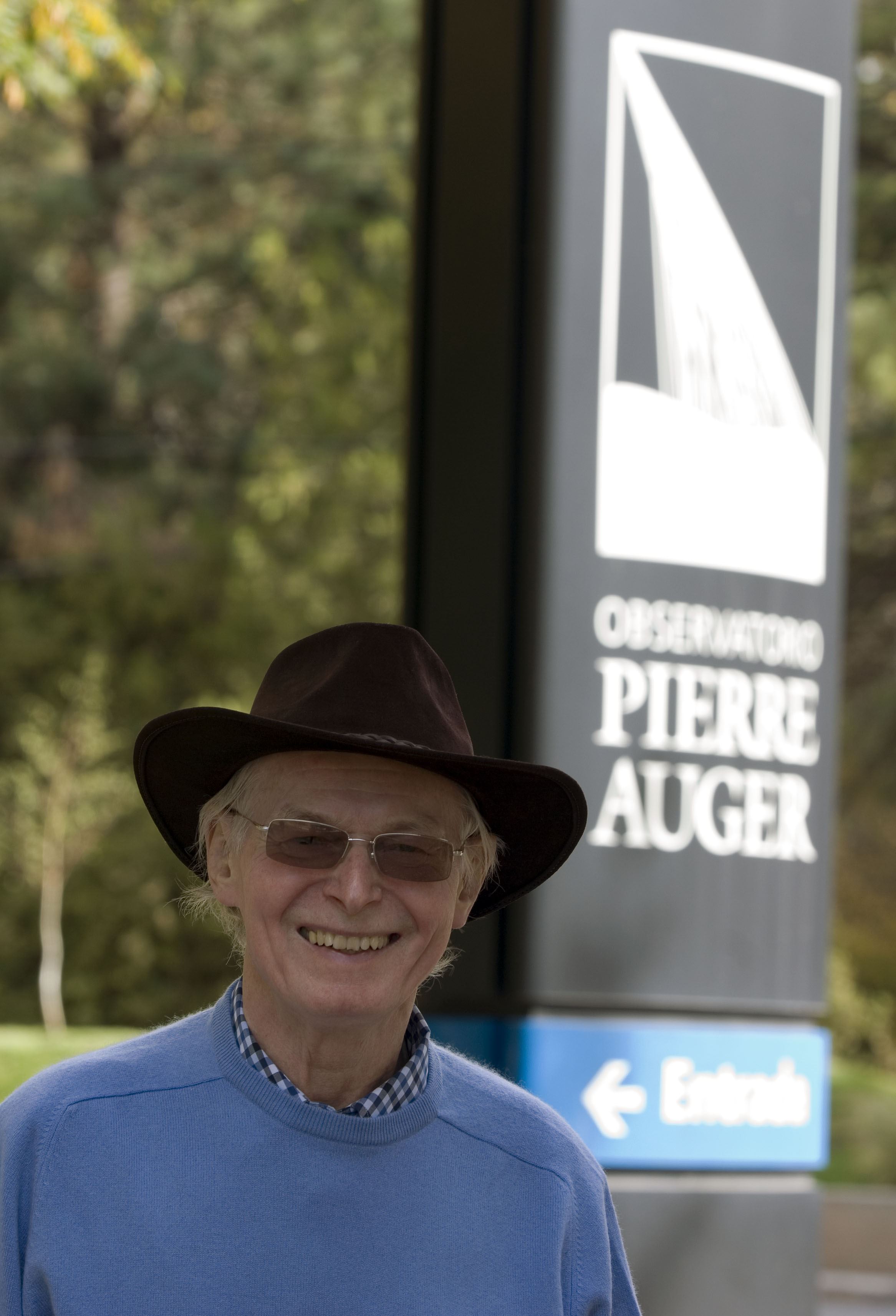
Alan Andrew Watson am Pierre-Auger-Observatorium, Malargue, Argentinien (2008)

Alan Andrew Watson (* 26. September 1938 in Edinburgh, Schottland) ist ein britischer Astrophysiker sowie Professor an der University of Leeds.                            

## Karriere
Watson studierte an der The University of Edinburgh, wo er 1960 einen Bachelor of Science in Physik erwarb. 1964 erhielt er den Doktorgrad für seine Dissertation zum Thema Untersuchung und mögliche Ausnutzung bestimmter unerforschter Eigenschaften beim Betrieb von Hochdruck-Nebelkammern. Seine Hauptinteressengebiete waren kosmische Strahlung, ultrahochenergetische Gammastrahlen und Hochenergie-Astrophysik. Watson war ab 1984 Professor für Physik an der University of Leeds. 2003 wurde mit dem Titel Emeritus Professor pensioniert. Er war maßgeblich an der Gründung des Pierre-Auger-Observatoriums in Argentinien beteiligt (Baubeginn 1999), das die Daten sammelte, die zu wichtigen Entdeckungen in der Astronomie der kosmischen Strahlung führten. Das Observatorium erstreckt sich über eine Fläche von 3000 Quadratkilometern mit 1600 Teilchendetektoren, die in Abständen von 1,5 Kilometern aufgestellt sind. Watson wurde im Jahr 2000 zum Fellow of the Royal Society (FRS) gewählt. Im Jahr 2011 wurde er mit der Michael-Faraday-Medaille und dem Preis des Institute of Physics ausgezeichnet.